# Balta

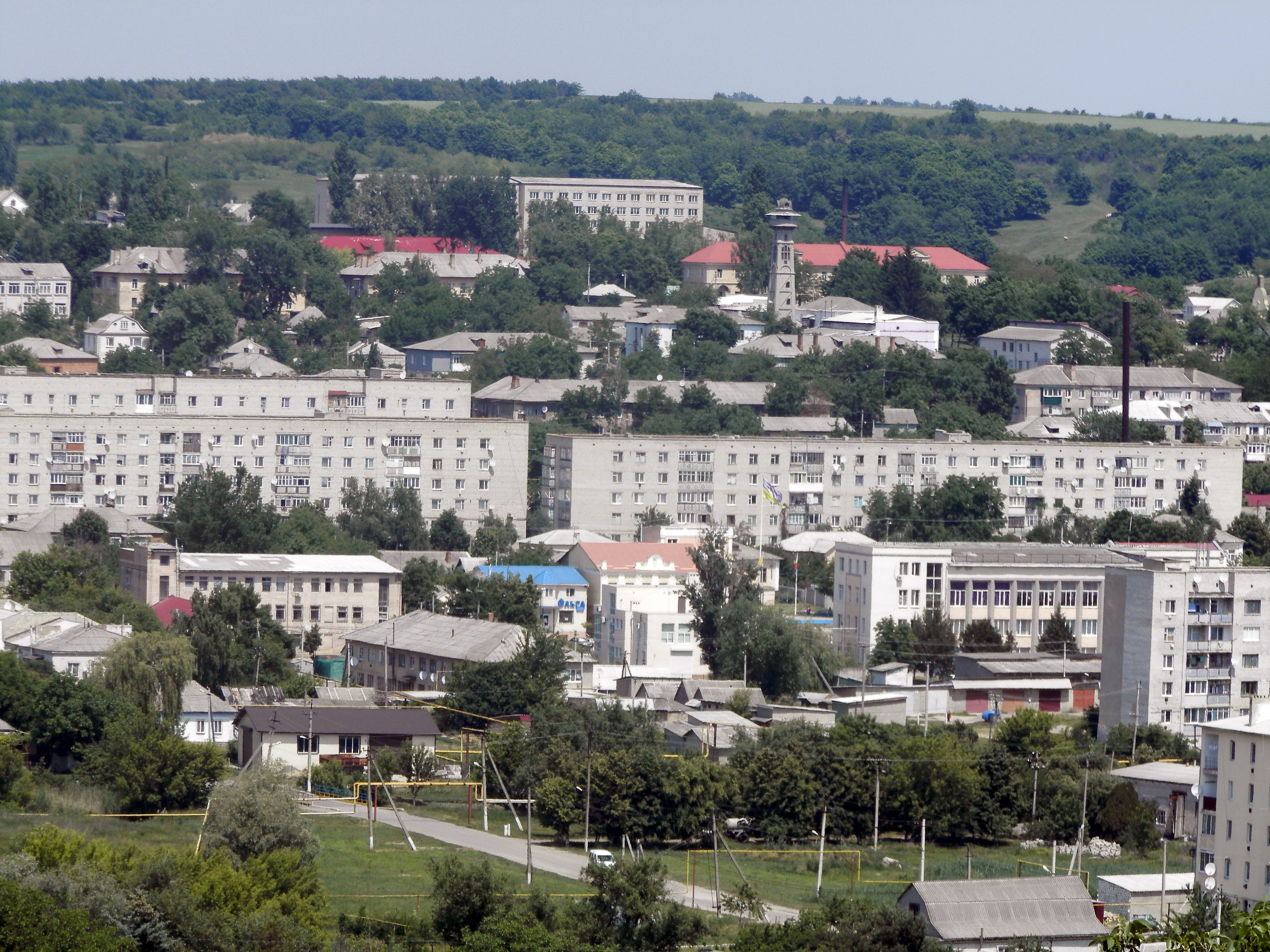
Blick auf den Ort

Balta (ukrainisch und russisch Балта) ist eine ukrainische Stadt mit etwa 19.000 Einwohnern (Stand 2018). Sie liegt am Ufer der Kodyma im Norden der Oblast Odessa etwa 200 km von Odessa und 160 km von Uman entfernt.

## Geschichte
Archäologischen Funden nach existierten erste Siedlungen bereits vor fünf- bis sechstausend Jahren. Gegründet wurde die Stadt im 16. Jahrhundert von Tataren und nach dem türkischen Wort für Axt (balta) benannt.
Im späten 17. und im 18. Jahrhundert war die Stadt zweigeteilt, denn gegenüber der türkischen Stadt wurde auf der anderen Seite des Flusses Kodyma die polnische Stadt Józefgród, benannt nach dem polnischen Prinzen Josef Lubomirski, errichtet.
Der Überfall eines russischen Kosakenregiments auf nach Balta geflohene polnische Patrioten bildete den Anlass für den Russisch-Türkischen Krieg (1768–1774).
Nachdem die Russen den Türken 1792 Jedisan und den Polen 1795 die Ukraine abgenommen hatten, wurden 1797 die beiden Städte Balta und Jozefgród vereint und unter dem Namen Balta Teil des Russischen Reiches. Balta wurde Ujesdhauptort im Gouvernement Podolien. In dieser Stadt lebten Menschen aus verschiedener Herkunft und unterschiedlichen Glaubens, z. B.: Ukrainer, Russen, Weißrussen, Polen, Rumänen, Juden, Tataren und Zigeuner.
Im 19. und frühen 20. Jahrhundert setzte sich die Bevölkerung aus Juden (55–82 %, heute unter 1 %), Russisch-Orthodoxen (15–25 %, heute 85–90 %), Katholiken (meist Polen, 4–9 %) und Alt-Orthodoxen (4–12 %) zusammen. Auch einige Repräsentanten evangelischer Kirchen lebten hier.
Die Stadt war für ihre Getreidemärkte bekannt. Hier kreuzten sich die Hauptstraße vom Süden in den Norden und die Hauptstraße vom Westen in den Osten der Ukraine bzw. Russlands. 1897 hatte die Stadt 23.293 Einwohner, zwei griechisch-katholische, eine römisch-katholische Kirche, zwei Synagogen und 15 jüdische Bethäuser und etwa 30 Fabriken.
Von 1924 bis 1929 war Balta die Hauptstadt der Moldauischen Autonomen Sozialistischen Sowjetrepublik (MASSR) innerhalb der Ukrainischen Sowjetrepublik.
1940 wurde die MASSR aufgelöst. Zwei Drittel davon, heute Transnistrien, wurden der Moldauischen Sozialistischen Sowjetrepublik angeschlossen. In dem östlichen Drittel stellten die ethnischen Ukrainer die Mehrheit dar und so blieb dieses Gebiet, in dem auch Balta lag, in der Ukraine. Balta wurde 1940 das Verwaltungszentrum des gleichnamigen Rajons Balta. Seit dem 4. Februar 2016 stand die Stadt unter Oblastverwaltung anstatt wie bisher unter Rajonsverwaltung, im Juli 2020 wurde sie ein Teil des Rajons Podilsk.

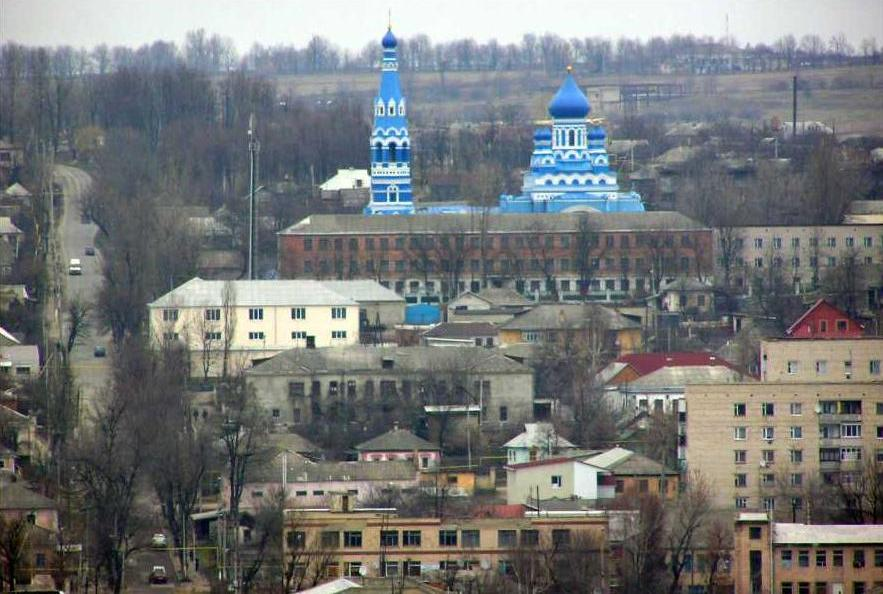
Balta
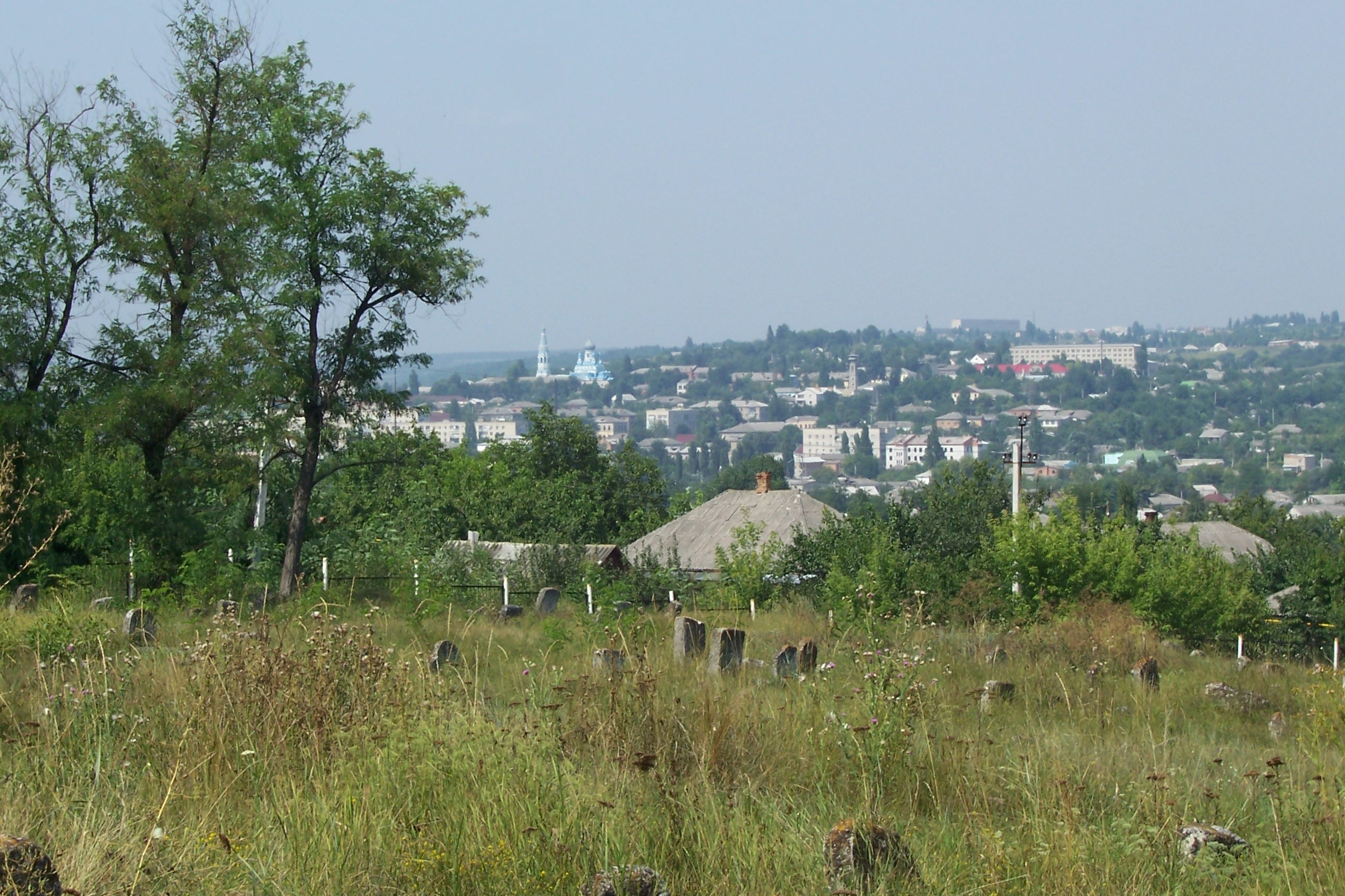
Jüdischer Friedhof

## Wirtschaft
In der Stadt gibt es Fabriken für Möbel, Ziegel und Textilien und eine Nahrungsmittelindustrie. Führende Bildungseinrichtungen sind ein Fortbildungszentrum für Lehrer und eine Berufsschule. Es gibt ein Museum für die Geschichte der Region und ein Ukrainisches Völkerkundemuseum.

## Verwaltungsgliederung
Am 12. August 2015 wurde die Stadt zum Zentrum der neugegründeten Stadtgemeinde Balta (Балтська міська громада/Baltska miska hromada), zu dieser zählten auch noch die 27 in der untenstehenden Tabelle angeführten Dörfer, bis dahin bildete sie die gleichnamige Stadtratsgemeinde Balta (Балтська міська рада/Baltska miska rada) im Zentrum des Rajons Balta.
2019 kamen noch die Dörfer Kryschowlyn, Nowopol und Wolowa zum Gemeindegebiet, am 12. Juni 2020 folgten noch die Dörfer Ploske, Sinne und Tschernetsche.
Seit dem 17. Juli 2020 ist sie ein Teil des Rajons Podilsk.
Folgende Orte sind neben dem Hauptort Balta Teil der Gemeinde:
| Name                     | Name            | Name                               |
| ukrainisch transkribiert | ukrainisch      | russisch                           |
| ------------------------ | --------------- | ---------------------------------- |
| Akulyniwka               | Акулинівка      | Акулиновка (Akulinowka)            |
| Andrijaschiwka           | Андріяшівка     | Андрияшевка (Andrijaschewka)       |
| Bendsary                 | Бендзари        | Бендзары                           |
| Beresiwka                | Березівка       | Берёзовка (Berjosowka)             |
| Bilyne                   | Білине          | Белино (Belino)                    |
| Borsuky                  | Борсуки         | Барсуки (Barsuki)                  |
| Charytyniwka             | Харитинівка     | Харитиновка (Charitinowka)         |
| Holma                    | Гольма          | Гольма (Golma)                     |
| Jewtodija                | Євтодія         | Евтодия                            |
| Karmaljukiwka            | Кармалюківка    | Кармалюковка (Karmaljukowka)       |
| Kosazke                  | Козацьке        | Казацкое (Kosazkoje)               |
| Korytne                  | Коритне         | Корытное (Korytnoje)               |
| Kryschowlyn              | Крижовлин       | Крыжовлин (Kryschowlin)            |
| Lisnytschiwka            | Лісничівка      | Лесничовка (Lesnitschowka)         |
| Moschnjahy               | Мошняги         | Мошняги (Moschnjagi)               |
| Myrony                   | Мирони          | Мироны (Mirony)                    |
| Nemyriwske               | Немирівське     | Немировское (Nemirowskoje)         |
| Nowopol                  | Новополь        | Новополь                           |
| Obschyle                 | Обжиле          | Обжилое (Obschiloje)               |
| Oleniwka                 | Оленівка        | Оленовка (Olenowka)                |
| Passat                   | Пасат           | Пасат                              |
| Passyzely                | Пасицели        | Пасицелы (Passizely)               |
| Perejma                  | Перейма         | Перейма (Pereima)                  |
| Pereljoty                | Перельоти       | Перелёты                           |
| Petriwka                 | Петрівка        | Петровка (Petrowka)                |
| Ploske                   | Плоске          | Плоское (Ploskoje)                 |
| Saraschynka              | Саражинка       | Саражинка (Saraschinka)            |
| Semeno-Karpiwka          | Семено-Карпівка | Семёно-Карповка (Semjono-Karpowka) |
| Selenyj Haj              | Зелений Гай     | Зелёный Гай (Seljony Gai)          |
| Sinne                    | Сінне           | Сенное (Sennoje)                   |
| Tschernetsche            | Чернече         | Чернече                            |
| Widrada                  | Відрада         | Отрада (Otrada)                    |
| Wolowa                   | Волова          | Воловая (Wolowaja)                 |

## Söhne und Töchter der Stadt
- Hersch Ostropoler (≈1750–1800), jüdischer Spaßmacher, Komiker und Narr
- Wiktor Grigorowitsch (1815–1876), ukrainischer Slawist
- Juli Aichenwald (1872–1928), russischer Literaturkritiker
- Edward Ludwig (1899–1982), russischstämmiger US-amerikanischer Filmregisseur und Drehbuchautor
- Alexander Weprik (1899–1958), russischer Komponist
- Iossif Karakis (1902–1988), sowjetischer Architekt
- Zellig S. Harris (1909–1992), US-amerikanischer Linguist und Informationstheoretiker
- Anatoli Granik (1918–1989), sowjetischer Filmregisseur
- Kateryna Kravchenko (* 1999), ukrainische Jazzmusikerin